# Школа № 353 имени А. С. Пушкина
Школа № 353 имени А. С. Пушкина — государственное общеобразовательное бюджетное учреждение Центрального административного округа города Москвы в Басманном районе. С 1937 года носит имя Александра Сергеевича Пушкина. Известна в Москве тем, что, по одной из версий, на месте здания школы стоял жилой дом, в котором родился великий русский поэт. В результате реорганизации школ в сентябре 2013 года объединилась с ГБОУ города Москвы № 345, став одним из его структурных подразделений.

## История школы
Пятиэтажное здание школы по адресу улица Бауманская, 40 было построено в 1936 году по проекту архитектора Алексея Душкина.  Это строительство являлось частью генерального плана реконструкции Москвы 1935 года, целью которого было улучшение жизни москвичей. Первые два этажа школы тёмно-красного цвета отделены от других белым кирпичом, что делает здание изящным. 
 По мнению ряда советских учёных и литераторов, здание школы было построено на месте жилого дома поручика Скворцова,  у которого снимали меблированные комнаты Сергей Львович и Надежда Осиповна Пушкины, и именно здесь появился на свет их старший сын Александр .
8 февраля 1937 года, в честь столетия со дня гибели поэта, по постановлению государственного деятеля Яна Рудзутака, школе № 353 было присвоено имя А. С. Пушкина.
В 1941 году в здании школы формировалась 7-я дивизия Народного ополчения Бауманского района Москвы. Отдельные подразделения были сформированы почти целиком из студентов МВТУ имени Н. Э. Баумана и Московского института химического машиностроения. 7-я Бауманская дивизия народного ополчения стала потом 29-й стрелковой и вошла в состав 32-й армии.
В 1942 году школа была закрыта, но в ней располагались швейные мастерские. Ученики как могли помогали городу: работали в мастерских, дежурили в госпиталях, выступали перед ранеными с концертами.
О событиях ВОВ напоминает мемориальная доска, установленная на здании школы. В 1964 году здесь был открыт школьный музей боевой славы 7-й бауманской дивизии народного ополчения. В 1965 году в школе был открыт второй музей «Края Москвы, края родные», посвященный жизни и творчеству А. С. Пушкина.
В 1967 году во дворе перед зданием школы был установлен памятник-бюст юного лицеиста Пушкина работы скульптора Екатерины Белашовой (архитектор Ю. О. Соколов). У входа в школу — мемориальная доска со словами «Здесь был дом, в котором 26 мая (6 июня) 1799 года родился А. С. Пушкин» (скульптор К. Г. Кошкин).
В 1983 году ЦНИИчермет подарил школе «зал сказок» — мастера по мотивам произведений А. С. Пушкина расписали фресками в палехском стиле один из кабинетов. А при входе в школу учеников встречает настенная роспись сказочного лукоморья — работы заслуженного художника РСФСР, палешанина Романа Леонидовича Белоусова.
С 1967 по 2008 год директором школы являлась её выпускница, Языкова Наталья Никитична, заслуженный учитель РФ, почётный житель Басманного района, награждена медалью «В память 850-летия Москвы». Именно при ней, начиная с 1970-х годов, большую популярность в школе получили литературно-музыкальные вечера, концерты и встречи с потомками А. С. Пушкина — Григорием Пушкиным, Сергеем Клименко, а также с пушкиноведами: директором музея-заповедника «Михайловское» С. С. Гейченко, писателем А. И. Гессеном, коллекционером И. А. Полонским и другими. 
Традиции, зародившиеся тогда, в 1990-2010-е годы преобразовались в стратегию организации школьной воспитательной работы. В школе сформировался «пушкинский календарь» с ежегодными традиционными мероприятиями: театральным фестивалем «Пушкинская весна», интеллектуальной игрой «Болдинская осень», Днём лицеиста, Днём памяти поэта, пушкинскими балами, образовательными научно-практическими конференциями, писательским и поэтическим творчеством учащихся в собственном ежегодном литературном альманахе.
В феврале 2017 года школа торжественно отметила своё 80-летие.

## Школа сегодня
Летом 2019 года здание школы признали аварийным и перед новым учебным годом оно было закрыто на ремонт. С фасада исчезло название «Школа № 353 им. Пушкина».

## Внешние видеофайлы
- Экскурсия по Пушкинской школе на Бауманской
- 1 сентября СОШ 353 (Сюжет) // Интернет-телеканал ОДТВ
- Евгений Онегин в Древнем Риме. Пушкинская весна 2001.
- Новогодний бал в школе 353
- Последний звонок в школе 353 им. А. С. Пушкина. 2016.
- Школа 353 // Советская Россия. 2023.